# Der Calamari-Wrestler
Der Calamari-Wrestler (jap. いかレスラー, Ika resurā für jap./engl. Ika Wrestler) ist ein japanischer Spielfilm aus dem Jahr 2004.

## Handlung
Taguchi ist ein japanischer  Wrestler. Gerade als er den Meisterschaftskampf gewonnen und den Gürtel des Siegers erhalten hat, wird ihm dieser noch im Ring von einem Tintenfisch entrissen. Im anschließenden Kampf gegen den Calmar wird er von diesem niedergerungen. Taguchi kann die Demütigung nicht verwinden und sinnt darauf, den Tintenfisch in einem Kampf zu besiegen.
Die Manager des Wrestlingverbandes versuchen diesen unterdessen zum neuen Star ihrer Liga zu machen. Der Tintenfisch weigert sich aber, die Bedingungen zu akzeptieren und in einem gefälschten Kampf zu verlieren. Mehr und mehr kristallisiert sich heraus, dass der Tintenfisch eine Reinkarnation von Kan-Ichi ist, dem ehemaligen Trainingspartner von Taguchi und ehemaligen Verlobten von nunmehr Taguchis Verlobter Miyako. Dieser hatte sich vor Jahren wegen einer schweren Krankheit aus dem Sport zurückgezogen.
Miyako beginnt eine Affäre mit dem Tintenfisch, wodurch sich dieser wieder in Kan-Ichi verwandelt. Nur durch ein Ritual in einem buddhistischen Tempel kann er in das Weichtier zurückverwandelt werden. Als er sich nun zum Kampf gegen Taguchi im Ring stellt, muss er feststellen, dass sich dieser durch ein Ritual in einen Oktopus verwandelt hat. Kan-Ichi (der Calmar) kann den Kampf jedoch gewinnen. Kurze Zeit später beim Einkaufen mit Miyako wird er jedoch von einer Krabbe niedergeschlagen, die ihn zum Kampf im Ring auffordert.
Im entscheidenden Kampf zeigt sich die große kämpferische Überlegenheit der Krabbe. Es gelingt dem Tintenfisch jedoch im letzten Moment, der Krabbe die Arme abzureißen und sie zu besiegen. Hierauf verwandelt diese sich in Godozan, den angeblich vor vier Jahrzehnten verstorbenen großen Meister des Sports. Dieser erklärt, dass er der Vater von Kan-Ichi (der nun auch wieder ein Mensch ist) und Taguchi ist und beide also Brüder sind.

## Kritik
„Ausgesprochen "trashige" Fantasy-Komödie. Eine seltsam abwegige melodramatische Unterhaltung, die Schauspieler und Regie jedoch durchaus ernsthaft zur Darstellung bringen.“